# Impacto ambiental de la deuda externa
El impacto ambiental de la deuda externa se refiere tanto a la presión ejercida sobre los ecosistemas como resultado de las obligaciones de deuda externa de los países acreedores como a la incapacidad de los países de tomar las medidas necesarias de adaptación y mitigación del cambio climático debido a sus crisis de deuda. El impacto ambiental de la deuda externa está estrechamente relacionado con el concepto de deuda ecológica. 
La economía neoclásica señala que las crisis en la balanza de pagos empuja a los países endeudados a valorar las divisas extranjeras por encima de su valor oficial. Esto lleva a los gobiernos de esos países a impulsar actividades destinadas a la exportación para obtener divisas, lo que aumenta la presión sobre el medio ambiente, particularmente en aquellas economías donde los principales productos de exportación son bienes primarios.
Aunque es difícil establecer correlaciones entre variables macroeconómicas y las políticas de explotación de los recursos naturales, existen formas de establecer dicha relación. Varios estudios han establecido la relación entre la deforestación y los servicios de pago de la deuda externa. Los gobiernos se ven presionados a conseguir divisas mediante la siembra de cultivos comerciales (cash crops), lo que lleva a la expansión de la frontera agrícola. Otros estudios encuentran que no existe una relación tan clara entre la deuda externa y el crecimiento de las actividades extractivas, aunque reconocen que un aumento de la pobreza debido a la deuda expande el cultivo en tierras marginales.

## Políticas públicas
En 2020, una serie de nuevos estudios se concentraron en explorar opciones de políticas públicas apuntadas al alivio de la deuda externa para mejorar la respuesta a la crisis climática. El Instituto Internacional para el Ambiente y el Desarrollo (IIED en inglés) publicó un reporte donde analizó diferentes mecanismos de canje de deuda por protección de ecosistemas. El Centro de Estudios Internacionales y Estratégicos (CSIS en inglés) señaló que el alivio de la deuda externa es una de las medidas que ayudaría a la presidencia de Joe Biden alcanzar sus metas de reducir sus emisiones y afrontar el cambio climático. Para ello, el CSIS propone que el G20 ayude a coordinar diferentes programas que incluyan opciones de refinanciación de la deuda, una ampliación de los criterios de países elegibles para el refinanciamiento, y la implementación de programas piloto que aumenten la confianza de los acreedores en los programas. La Fundación Heinrich Böll, por su parte, lanzó en el 2020 un proyecto denominado Alivio de la deuda para una recuperación verde e inclusiva. En noviembre de 2020 publicaron un reporte en el que proponen tres pilares para la recuperación económica vinculado a la deuda externa.